# Eulonchetron torymoides
Eulonchetron torymoides är en stekelart som först beskrevs av Thomson 1878.  Eulonchetron torymoides ingår i släktet Eulonchetron och familjen puppglanssteklar. Arten är reproducerande i Sverige. Inga underarter finns listade i Catalogue of Life.